# التحررية الجديدة (علاقات دولية)
في دراسة العلاقات الدولية، تُشير التحررية الجديدة –أو الليبرالية الجديدة– إلى مدرسة فكرية تؤمن أن الدول تسعى، أو يجب عليها أن تسعى، إلى توجيه اهتمامها بشكل رئيس نحو المكتسبات المطلقة بدلًا من المكتسبات النسبية للدول الأخرى. التحررية الجديدة هي نسخة معدلة من الليبرالية.
تُعتبر التحررية الجديدة، إلى جانب الواقعية الجديدة، أحد أكثر الاتجاهات المعاصرة تأثيرًا على العلاقات الدولية، فقد هيمنت المدرستان الفكريتان السابقتان على نظرية العلاقات الدولية لأكثر من 3 عقود.
بالإمكان العثور على أفضل صيغة للآمال التحررية الجديدة في نظرية «السلام الديمقراطي». ووفقًا لتلك النظرية، لم تخض أي ديمقراطيات ناضجة حروبًا ضد بعضها. لذا، لترويج التحررية الجديدة في بقاع العالم تأثيرات جانبية تتمثل بتقليص الحروب. اعتُبرت الطبقة الوسطى الحيوية منذ القدم ظرفًا ضروريًا لوجود الديموقراطية الليبرالية، لذا ركّز التحرريون الجدد على مساعدة الأمم في اختيار السياسات التي ستشجع على خلق الطبقات الوسطى والديموقراطية.

## نشاطات النظام الدولي
يوظف مفكرو التحررية الجديدة أغلب الأحيان نظرية الألعاب في العلاقات الدولية لشرح السبب وراء تعاون الدول أو عدمه، بما أن أسلوبهم يميل إلى التركيز على إمكانية الربح المشترك، فهم مهتمون بالمؤسسات التي تتمكن من إجراء ترتيبات وتسويات ربحية مشتركة.
جاءت التحررية الجديدة ردًا على الواقعية الجديدة، وعلى الرغم من أنها لا تنكر الطبيعة الأناركية للنظام الدولي، لكن أتباعها يدعون أن أهمية وتأثير الأناركية مبالغ به. ترتكز الحجج التحررية الجديدة على الاستخفاف المفترض للواقعيين الجدد بـ «أصناف السلوك التعاوني الممكن ضمن... نظام لا مركزي». لكن على أي حال، تأخذ كلتا النظريتين الدولةَ ومصالحها بعين الاعتبار بصفتهما الموضوع الرئيس للتحليل، لكن التحررية الجديدة قد تملك تصورًا أكبر من تلك المصالح.
تدعي التحررية الجديدة أن التعاون المشترك قد يظهر حتى في الدول المستقلة ذات الأنظمة الأناركية، وذلك عبر تنمية الثقة المتبادلة وبناء المعايير، سواء في الأنظمة أو المؤسسات.
وفقًا لنطاق نظرية العلاقات الدولية والدولة المتدخلة الأجنبية، يُعتبر الجدال بين التحررية الجديدة والواقعية الجديدة جدالًا نموذجيًا متداخلًا، فالنظريتان تنتميان للفلسفة الوضعية، وتركزان بشكل أساسي على نظام الدولة باعتباره الوحدة الرئيسة للتحليل.

## نموها
يُعتبر روبرت كيوهين وجوزيف ناي مؤسسي مدرسة الفكر التحررية الجديدة، فكتاب كيوهين بعنوان «بعد الهيمنة» إحدى كلاسيكيات هذا الفكر. من الأعمال الكبرى المؤثرة والأخرى نجد نظرية استقرار الهيمنة لستيفن كراسنر وأعمال تشارلز. بي كيندليبرغر، بالإضافة إلى آخرين.

## المزاعم
طوّر روبرت أو. كيوهين وجوزيف ناي، في استجابة للواقعية الجديدة، نظرية معاكسة أطلقا عليها اسم «الترابط المعقد». يشرح روبرت كيوهين وجوزيف ناي التالي: «يقترب الترابط المعقد من الواقع أكثر مما تفعل الواقعية». في أثناء شرح نظريتهما، غطى كيوهين وناي الافتراضات الثلاث في الفكر الواقعي: الأول هو أن الدول عبارة عن وحدات مترابطة، وتمثّل اللاعبين المهيمنين على العلاقات الدولية. أما الافتراض الثاني، فهو أن القوة أداة قابلة للاستخدام ومؤثرة في السياسة. وأخيرًا، الافتراض القائل بوجود هرمية في العلاقات الدولية.
نجد في حجة كيوهين وناي أن السياسات الدولية ما هي في الواقع إلا قنوات متعددة تربط المجتمعات وتتجاوز نظام الدول القائم على مبدأ سيادة وستفاليا التقليدي. تبرز فكرة كيوهين وناي في الكثير من الأشكال، من الارتباطات الحكومية غير الرسمية إلى الشركات والمنظمات متعددة الجنسيات. يعرّف كيوهين وناي اصطلاحهما على أساس أن العلاقات داخل الدولة ما هي إلا تلك القنوات التي تحدث عنها الواقعيون، وتظهر تلك العلاقات التي تتخطى الحكومات عندما يتخلى المرء عن الاعتقاد الواقعي القائل إن الدول تتصرف بشكل متماسك كالوحدات، بينما يظهر تعدد الجنسيات عندما يتخلى المرء عن الاعتقاد القائل إن الدول مجرد وحدات. يحدث التغير السياسي عبر تلك القنوات، وليس عبر القناة المحدودة داخل الدولة التي يبجلها الواقعيون.
ثانيًا، يجادل كيوهين وناي قائلين أنه لا وجود للهرمية بين القضايا في الواقع، ما يعني أن الذراع العسكري للسياسة الخارجية ليس الأداة الوحيدة التي تمارس الدولة أجندتها من خلالها، إنما هناك حشد من الأجندات المختلفة التي تبرز إلى الواجهة. يصبح الحد الفاصل بين السياسة المحلية والسياسة الخارجية أكثر تشويشًا في هذه الحالة، فلا توجد –في الواقع– أجندة واضحة في العلاقات داخل الدولة.
أخيرًا، لا تلجأ الدول إلى استخدام القوة العسكرية عندما يسود الترابط المعقد. في البلدان التي يسود فيها الترابط المعقد، يُقوّض الدور العسكري في حلّ النزاعات. يتابع كيوهين وناي بالقول إن الدور العسكري مهم في الحقيقة انطلاقًا من «توّحد العلاقات العسكرية والسياسية في مواجهة الأطراف والكتل المعادية».

### ليبو
يقول ريتشارد نيد ليبو إن فشل الواقعية الجديدة سببه كينونتها «المؤسساتية»، بينما يوضح المفكر الواقعي الجديد كينيث والتز أن «مبتكري ]النظام[ أصبحوا مخلوقات للسوق التي برزت وظهرت جراء نشاطهم». وفقًا لليبو، فسبب هذا الفشل الحاد هو «عدم قدرة الواقعيين على الهروب من مأزق الأناركية». أو الاعتقاد بأن الدول لم تتكيف وستستجيب بشكل مشابه للمعوقات والفرص المشابهة.

### ميرشايمر
اعتقد نورمان إنجيل، وهو ليبرالي كلاسيكي من كلية لندن للاقتصاد، أننا «لا نستطيع ضمان استقرار النظام الحالي عن طريق التفوق السياسي أو العسكري لأمتنا أو حلفائنا عبر فرض رغباتنا على الخصم».
توسع كيوهين وليزا إل. مارتن في تلك الأفكار خلال منتصف تسعينيات القرن الماضي ردًا على جون جاي. ميرشايمر و«الوعد الكاذب بالمؤسسات الدولية»، وادعاء ميرشايمر في مقالته أن «المؤسسات لا تستطيع إرغام الدول على إيقاف سلوكها المتمثل باستغلال السلطة خلال فترة زمنية قصيرة». في الواقع، جاءت مقالة ميرشايمر ردًا مباشرًا على الحركة الليبرالية المؤسساتية، والتي برزت بدورها ردًا على الواقعية الجديدة. النقطة الأساسية في فكرة كيوهين ومارتن هي أن الواقعية الجديدة تصرّ على «امتلاك المؤسسات تأثيرًا ثانويًا فقط... ما يترك الواقعية الجديدة بلا قيمة معتبرة عندما نتحدث عن الاستثمارات التي أجرتها الدول في مثل تلك المؤسسات الدولية، مثل الاتحاد الأوروبي والناتو وجات، والمنظمات التجارية الإقليمية. تتوافق هذه الفكرة مع مبدأ الترابط المعقد. وفوق ذلك، يزعم كيوهين ومارتن أن المؤسسات الدولية خُلقت استجابة لمصالح الدولة، فالموضوع التجريبي الحقيقي هو «معرفة كيفية التفريق بين تأثير الظروف التحتية أو الدفينة من جهة، وتأثير المؤسسات نفسها من جهة أخرى». يدور الجدال بين أنصار المؤسساتية وميرشايمر حول ما إذا كان للمؤسسات تأثير مستقل عن سلوك الدولة، أو ما إذا كانت المؤسسات تعكس مصالح القوى العظمى، والتي تُوظف من طرف تلك القوى لتحقيق مصالحها المرجوة».
يهتم ميرشايمر بالمؤسسات «المدارة من الداخل»، والتي يدعي أنها «تسعى لخلق السلام عبر التأثير على سلوك أفراد الدولة». بذلك، يتجاهل ميرشايمر حجة الناتو الخاصة بكيوهين ومارتن على حساب أمثلة أخرى كالسوق الأوروبية المشتركة والوكالة الدولية للطاقة. فالناتو، وفقًا لميرشايمر، هو تحالف له اهتماماته الخاصة، فهو يعترف بهذه النقطة لصالح كيوهين ومارتن. لكن وفقًا لميرشايمر، فلو «أرادت التحالفات خلق السلام، ستفعل ذلك عن طريق سياسة الردع، وهي سلوك واقعيّ بشكل واضح». في الحقيقة، يعتقد ميرشايمر أن كيوهين ومارتن «يحوّلان شروط المناقشة، ويبديان مزاعم واقعية تحت ستار المؤسساتية».
ينتقد ميرشايمر حجة مارتن القائلة إن السوق الأوروبية المشتركة تعزز احتمالات وآفاق التعاون، تحديدًا في قضية العقوبات التي فرضتها بريطانيا العظمى على الأرجنتين خلال حرب الفوكلاند، فتمكنت حينها من تأمين تعاون الدول الأوروبية الأخرى عبر ربط القضية على الفور بالسوق الأوروبية المشتركة.